# أغوستين أكوستا
أغوستين أكوستا (بالإسبانية: Agustín Acosta)‏ هو لاعب كرة قدم أوروغواياني، ولد في 17 فبراير 2001 في مونتيفيديو في الأوروغواي.

## وصلات خارجية
- أغوستين أكوستا على موقع قاعدة بيانات كرة القدم.إي يو (الإنجليزية)
- أغوستين أكوستا على موقع Soccerway.com (الإنجليزية)
- أغوستين أكوستا على موقع عالم كرة القدم.نت (الإنجليزية)